# Кёркленд, Кенни
Кенни Кёркленд (Kenneth David "Kenny" Kirkland) — джазовый пианист и исполнитель на клавишных.

## Биография
Родился 28 сентября 1955 года в Нью-Йорке.
Впервые сел за пианино в 6 лет. После обучения в католической школе полтора года занимался классическим фортепиано и композицией в Манхеттенской музыкальной школе. 
Профессиональную музыкальную карьеру начал в 1977 году, войдя в группу польского скрипача Михала Урбаняка (англ. Michał Urbaniak), где он играл на синтезаторе. В 1979 году сотрудничал с Мирославом Витоушем. 
В 1980 году начал длительное плодотворное сотрудничество с джазовым трубачом Уинтоном Марсалисом. В 1984 году посетил Японию с концертами в группе с гитаристом Джимом Холлом, басистом Эдди Гомесом и барабанщиком Грейди Тейтом. С 1985 года сотрудничает с братом Уинтона Марсалиса, Брэнфордом. В составе его группы записывает альбом Стинга "The Dream of the Blue Turtles".
Также сотрудничал с Чико Хэмилтоном (англ. Chico Hamilton), Дьюи Редманом (англ. Dewey Redman), Чико Фриманом (англ. Chico Freeman), Джоном Скофилдом, Джеффом «Тейном» Уоттсом (англ. Jeff "Tain" Watts), Диззи Гиллеспи, Артуро Сандовалем, Майклом Брекером, Стэнли Джорданом, Кевином Юбэнксом и другими.
В последние годы жизни Кенни Кёркленд страдал от сердечной недостаточности и отказался от операции, продолжая интенсивную концертную деятельность. Он был найден мёртвым в своей квартире в Нью-Йорке 13 ноября 1998 года.